# Jürgen Hahn (Politiker)
Jürgen Hahn (* 2. Dezember 1914 in Mülheim an der Ruhr; † 5. März 1994 in Stuttgart) war ein deutscher Politiker (SPD). Von 1964 bis 1979 war er Bürgermeister der Landeshauptstadt Stuttgart. Zuvor war er von 1959 bis 1964 Oberbürgermeister von Frankenthal (Pfalz).

## Leben
Hahn studierte von 1934 bis 1939 Rechtswissenschaft. Er war Mitglied der Studentenverbindung Leonensia Heidelberg. Nach dem Studium leistete er bis 1945 Wehrdienst. Von 1946 bis 1949 absolvierte er das Rechtsreferendariat im Bezirk des Oberlandesgerichts Zweibrücken. Von 1949 bis 1950 war er Assessor beim Amtsgericht Frankenthal (Pfalz). Von 1950 bis 1959 war er Verwaltungsrat und Oberverwaltungsrat bei der Stadt Mannheim. Er wurde zum Doktor der Rechte promoviert.
1959 wurde Hahn als Nachfolger von Emil Kraus zum Oberbürgermeister von Frankenthal (Pfalz) gewählt. Er amtierte bis 1964, als ihm Berno Zeißler nachfolgte.
Von 1964 bis 1979 war Hahn als Nachfolger von Josef Hirn Erster Bürgermeister und Stellvertreter des Oberbürgermeisters der Landeshauptstadt Stuttgart. 1966 war als Kandidat der SPD für die Oberbürgermeisterwahl in Stuttgart im Gespräch, letztlich empfahl die Partei allerdings die Wiederwahl des parteilosen Amtsinhabers Arnulf Klett. Hahn bewarb sich 1974 im parteiinternen Nominierungsverfahren für die Oberbürgermeisterwahl in Stuttgart, unterlag jedoch dem Bundestagsabgeordneten Peter Conradi. Letztlich wurde Manfred Rommel (CDU) zum Oberbürgermeister gewählt. Im Amt des Ersten Bürgermeisters folgte 1979 Rolf Thieringer auf Hahn.

## Ehrenamt
Von 1966 bis 1970 war Hahn Präsident des Schwäbischen Turnerbunds. Zudem war er Vorsitzender des Vereins Deutsches Turnfest 1973, das in Stuttgart stattfand. Von 1977 bis 1984 er war Vorsitzender des Kreisverbands Stuttgart des Deutschen Rotes Kreuzes.

## Sonstiges
Sein Sohn Matthias Hahn (1948–2025) war von 1996 bis 2015 Baubürgermeister von Stuttgart.